# Herbert Adamski

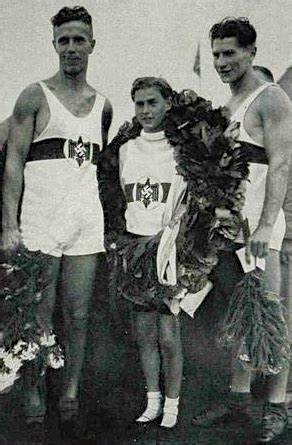
Gustmann, Arend und Adamski (v. l. n. r.) nach ihrem Olympiasieg 1936

Herbert Adamski (* 30. April 1910 in Berlin; † 11. August 1941 in Solzy) war ein deutscher Ruderer aus Berlin. 
Er kam erst relativ spät zum Rudersport und erzielte im Olympiajahr 1936 mit dem Gewinn der Deutschen Meisterschaft im Zweier mit Steuermann einen ersten beachtlichen Titel. Zusammen mit Gerhard Gustmann und Steuermann Dieter Arend gewann er bei den Olympischen Spielen 1936 in Berlin die Goldmedaille im Zweier mit Steuermann. 1937 siegte er mit Gustmann und dem neuen Steuermann Günter Holstein bei der Europameisterschaft, 1938 wurden die drei Ruderer Europameisterschaftszweite.
Adamski und Gustmann wurden von 1936 bis 1939 viermal in Folge Deutscher Meister, 1939 saßen sie auch im siegreichen Vierer mit Steuermann.
Adamski fiel im Sommer 1941 im Alter von 31 Jahren an der Ostfront.